# Гудимовка
Гудимовка — упразднённая деревня в Большеигнатовском районе Мордовии. Входит в состав Киржеманского сельского поселения. Исключена из учетных данных в 2007 году.

## История
Основана в середине XIX века. В «Списке населённых мест Симбирской губернии за 1863» Гудимовка владельческая деревня из 6 дворов в Ардатовском уезде. Названа по фамилии владельца деревни Василия Федоровича Гудим-Левковича.

## Население
| 2002 | 2010 |
| ---- | ---- |
| 19   | ↘0   |

Национальный состав
Согласно результатам Всероссийской переписи населения 2002 года, в национальной структуре населения русские составляли 100 %.